# Ignace Gelb
Ignace Jay Gelb (* 14. Oktober 1907 in Tarnów, Polen; † 22. Dezember 1985 in Chicago, Illinois) war ein polnisch-US-amerikanischer Altorientalist der Universität Chicago.

## Leben
Ignace J. Gelb wurde in Polen geboren und besuchte von 1917 bis 1925 die Schule in seiner Heimatstadt Tarnów. Als Jugendlicher las er mit Begeisterung einen Roman von Mór Jókai, der die Suche nach der Urheimat des ungarischen Volkes in Zentralasien zum Thema hat. Nach der Schule ging er nach Florenz, um die Renaissancekunst zu studieren, interessierte sich jedoch bald für den Nahen Osten und studierte ab 1926 nahöstliche Sprachen in Rom. Nach seinem Doktoratsabschluss 1929 ging er an das Oriental Institute der Universität Chicago. 1931 verteidigte er die Resultate seiner Forschung an einer Tagung der Orientalisten in Leiden. 1932 und 1935 reiste er in die Türkei und besuchte Orte nahe der Kreuzfahrerburg Yılankale. Dabei gelang ihm die Dokumentation der Kötükale-Inschrift, die, wegen ihrer Lage an einer steil abfallenden Felswand, früheren Forschungsreisenden unzugänglich war. 1947 wurde er Professor und blieb bis zu seiner Emeritierung 1980 am Institut. Er war Mitglied u. a. der American Academy of Arts and Sciences (1968), der American Philosophical Society (1975), der British Academy (1978) und der Accademia dei Lincei.

## Wirken
Ignace J. Gelb veröffentlichte über zwanzig Bücher und 250 wissenschaftliche Artikel. Er arbeitete an der Entzifferung der hethitischen Hieroglyphen mit. In seinem Buch A Study of Writing (dt. unter dem Titel: Von der Keilschrift zum Alphabet: Grundlagen einer Schriftwissenschaft) versuchte er die Grammatologie, die Wissenschaft von der Schrift als wissenschaftliche Disziplin zu etablieren. Seine Theorie von der Monogenese der Schrift und der Buchstabenschrift als logischem Endpunkt der Schriftentwicklung ist umstritten.

## Veröffentlichungen (Auswahl)
- Hittite Hieroglyphic Monuments (= Oriental Institute Publications. Band 45). University of Chicago Press, Chicago 1939.
- A Study of Writing. The Foundations of Grammatology. University of Chicago Press, Chicago 1952; revised edition (ohne den bisherigen Nebentitel) University of Chicago Press, Chicago 1963.
  - Von der Keilschrift zum Alphabet: Grundlagen einer Schriftwissenschaft. Übersetzung aus dem Amerikanischen von Renate Voretzsch. Kohlhammer, Stuttgart 1958.